# Feliks Prusak
Feliks Prusak (ur. 20 listopada 1939 w Inowrocławiu) – polski prawnik, adwokat, profesor nauk prawnych, nauczyciel akademicki wielu uczelni.

## Życiorys
Ukończył Liceum Ogólnokształcące im. Jana Kasprowicza w Inowrocławiu. Studia prawnicze odbył na Wydziale Prawa i Administracji Uniwersytetu im. Adama Mickiewicza w Poznaniu w latach 1957–1962. Bezpośrednio po ukończeniu studiów podjął pracę naukowo-dydaktyczną na Wydziale Prawa i Administracji Uniwersytetu Mikołaja Kopernika w Toruniu oraz równolegle rozpoczął aplikację sądową w Sądzie Wojewódzkim w Bydgoszczy. Działalność prawniczą realizował w Prokuraturze Powiatowej w Toruniu, a następnie w Prokuraturze Wojewódzkiej w Bydgoszczy oraz kontynuował jako Wiceprokurator Prokuratury Generalnej w Warszawie.
Stopień naukowy doktora prawa uzyskał na Wydziale Prawa Uniwersytetu Warszawskiego dnia 23 października 1967 na podstawie opublikowanej drukiem rozprawy doktorskiej „Podstawy rewizji w polskim procesie karnym”. Stopień naukowy doktora habilitowanego nauk prawnych w zakresie procedury karnej uzyskał na Wydziale Prawa i Administracji Uniwersytetu Warszawskiego dnia 11 czerwca 1975. Tytuł opublikowanej rozprawy habilitacyjnej „Pociągnięcie podejrzanego do odpowiedzialności w procesie karnym”.
Tytuł naukowy profesora nauk prawnych uzyskał na mocy uchwały Rady Państwa z dnia 12 grudnia 1982. Pracę naukowo-dydaktyczną wykonywał m.in. jako nauczyciel akademicki Uniwersytetu Szczecińskiego, Uniwersytetu Kardynała Stefana Wyszyńskiego w Warszawie. Pełnił funkcję sekretarza naukowego w Instytucie Problematyki Przestępczości oraz zastępcy dyrektora Instytutu Prawa. Był dyrektorem Instytutu Prawa i Administracji w Uniwersytecie Szczecińskim. Sprawował obowiązki prorektora tego Uniwersytetu do spraw badań naukowych i współpracy z zagranicą. Był również dziekanem Wydziału Prawa i Administracji w kilku niepublicznych uczelniach akademickich w Warszawie (Uczelnia Łazarskiego, Uczelnia im. H. Chodkowskiej, Wyższa Szkoła Menedżerska). Jako adwokat wykonywał zawód w Szczecinie i Warszawie. Został uhonorowany przez Naczelną Radę Adwokacką odznaczeniem „Adwokatura Zasłużonym”. Specjalista z zakresu prawa sądowego oraz prawa i postępowania karnego, a także prawa i postępowania karnego skarbowego oraz prawa celnego, dewizowego i podatkowego. Ekspert kilku Komisji Sejmu i Senatu RP. Członek Rady Legislacyjnej przy Prezesie Rady Ministrów II Kadencji.
Jest autorem ponad 300 publikacji, w tym: 45 pozycji książkowych i monografii, trzech komentarzy do prawa karnego skarbowego oraz pierwszego komentarza do nowego kodeksu postępowania karnego, ustawy prawo celne, ustawy prawo dewizowe i ustawy prawo o zobowiązaniach podatkowych; jest także autorem kilku podręczników akademickich.
Odznaczony jest m.in. Krzyżem Kawalerskim Orderu Odrodzenia Polski (1975) oraz Medalem Edukacji Narodowej (2001).

## Wykaz ważniejszych publikacji
- Podstawy rewizji w procesie karnym. Bydgoszcz 1970, PWN, s. 145.
- Pociągnięcie podejrzanego do odpowiedzialności w procesie karnym. Warszawa 1973, WP, s. 295.
- Nadzór prokuratora nad postępowaniem przygotowawczym. Warszawa 1984, WP, s. 269.
- Ustawa karna skarbowa z komentarzem. Warszawa 1992, WP, s. 512.
- Prawo celne z komentarzem. Warszawa 1994, WP, s. 317, wydanie II – Warszawa 1995, WP, s. 445.
- Nowe prawo dewizowe. Komentarz. Warszawa 1996, WP, s. 182.
- Komentarz do Kodeksu postępowania karnego. Warszawa 1999, WP, tom I – s. 833, tom II – s. 839.
- Kodeks celny. Komentarz. Warszawa 2000, Oficyna Prawnicza MUZA, s. 1350.
- Organy ochrony prawnej. I wydanie – Warszawa 2001, s. 307, II wydanie (uzupełnione i poprawione) – Warszawa 2001, s. 317.
- Kodeks karny skarbowy – komentarz. Warszawa 2005, tom I, s. 735, tom II, Warszawa 2005, s. 1405.
- Bibliografia prawa i postępowania karnego. Literatura. Orzecznictwo. 1944 – 1964. Warszawa 1969, WP, tom I, s. 1004 (współautor).
- Bibliografia prawa i postępowania karnego. Literatura. Orzecznictwo. 1956– 1969. Warszawa 1971, WP, tom II, s. 611 (współautor).
- Bibliografia prawa karnego (materialnego, procesowego i wykonawczego). Literatura. Orzecznictwo. 1970 – 1974. Warszawa 1977, WP, tom III, s. 890 (współautor).
- Bibliografia prawa karnego (materialnego, procesowego i wykonawczego). Literatura. Orzecznictwo. 1975 – 1979. Warszawa 1983, WP, tom IV, s. 883 (współautor).
- Szczególne dziedziny prawa karnego. Prawo karne wojskowe, skarbowe i pozakodeksowe. Tom 11, Warszawa 2014.
- System prawa karnego procesowego. Tom XIV, Tryby szczególne, F. Prusak - redaktor naukowy (autor rozdziału I - Zagadnienia strukturalne i rozdziału V - Postępowanie uproszczone), Wolters Kluwer, Warszawa 2014, s. 632.
- Stan wojenny w Polsce, interpretacje, Książka i Wiedza, Warszawa 1982.